# 大内収多
大内 収多（おおうち かずた、1883年（明治16年）2月15日 - 1945年（昭和20年）6月4日）は、大日本帝国陸軍軍人。最終階級は陸軍少将。

## 経歴
1883年（明治16年）に香川県で生まれた。陸軍士官学校第15期、陸軍大学校第26期卒業。1927年（昭和2年）7月26日に陸軍砲兵大佐進級と同時に野砲兵第26連隊長に着任し、1929年（昭和4年）8月に第12師団司令部附となり、九州帝国大学に配属された。
1932年（昭和7年）8月8日に陸軍少将に進級し、対馬要塞司令官に着任。1933年（昭和8年）8月1日に待命、8月30日に予備役に編入された。予備役編入後の1939年（昭和14年）に大日本国防婦人会理事に就任した。

## 栄典
勲章等
- 1940年（昭和15年）8月15日 - 紀元二千六百年祝典記念章[4]